# Eric Breuer
Eric Breuer (...) è un archeologo e storico svizzero.
Ha studiato archeologia e storia alle università di Monaco di Baviera, Vienna, di Friburgo e di Basilea. Ha scoperto il centro urbano (vicus) romano di Eriskirch (lago di Costanza); ha condotto altre ricerche sull'archeologia altomedievale, sull'archeologia delle province romane, sull'archeologia àvara e sulla storia del Mediterraneo. Il suo interesse principale era la cronologia relativa all'epoca romana e altomedievale.

## Pubblicazioni
- Breuer, E. (2000). Romans At Northern Lake Constance. Tettnang. ISBN 3-88812-190-6.
- Breuer, E. Byzance at Danube. Chronological studies to early-medieval findings at danube region. An introduction to byzantine art at barbaric cemeteries. Tettnang 2005